# Петрівський загальнозоологічний заказник

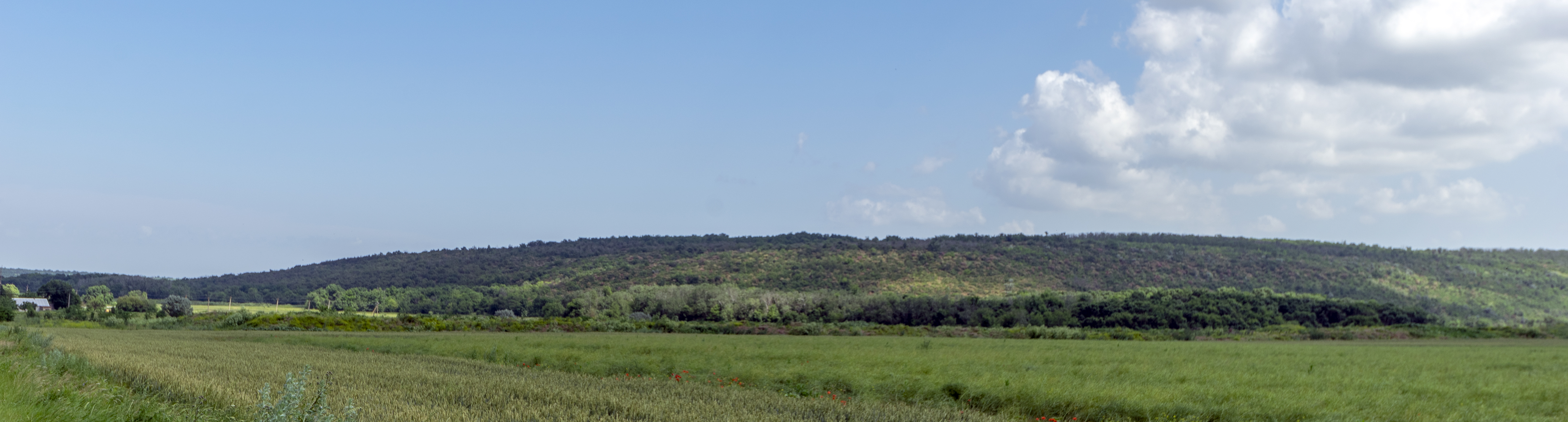

Петрі́вський зака́зник — загальнозоологічний заказник загальнодержавного значення в Україні. Розташований у Березівському районі Одеської області, поблизу села Курісове. 
Площа заказника — 340  га. Займає територію урочища «Петрівка» Красносільського лісництва державного підприємства «Одеське лісове господарство». Створений згідно з постановою Ради Міністрів України від 28.10.1974 року № 500.
Заказник створено для охорони степового урочища, місця акліматизації фазанів, диких кролів та іншої цінної фауни, з наступним розселенням їх у південних областях України.
Територія заказника являє собою штучні деревні насадження, що мають у плані довжину 4 км та ширину 1 км.